# 소드 아트 온라인
《소드 아트 온라인》(일본어: ソードアート・オンライン, 영어: Sword Art Online)은 일본의 작가인 카와하라 레키가 쓴 온라인 소설이자, 이를 수정하여 abec의 삽화와 함께 발행되고 있는 라이트 노벨, 이를 원작으로 한 만화와 애니메이션이다. 공식 약칭은 SAO로 불리며 대한민국 내에서는 소아온으로 칭하는 경우가 있다.

## 개요
작가 카와하라 레키가 2002년 전격 게임 소설 대상 응모용으로 집필한 장편을 〈쿠노리 후미오〉(일본어: 九里 史生)라는 팬네임으로 자신의 웹 사이트에 게재한 온라인 소설이다. 2012년 무렵에는 이미 온라인 소설로서 높은 평가와 지명도를 얻어 '이 라이트 노벨이 대단하다! 2012' 1위에 이르렀다.
2012년 1월부터 가장 긴 에피소드가 된 〈앨리시제이션〉(일본어: アリシゼーション)의 연재가 시작되었다. 이 연재의 기분 전환에 쓰여진 《액셀 월드》(일본어: アクセル・ワールド)가 2008년에 제15회 전격 소설 대상에서 대상을 수상했으며 그 때, 본작을 읽었던 담당 편집자의 제안에 의해 전격 문고에서 상업 작품으로 간행되었다. 상품화에 있어서는 웹 판의 내용•표현에 상당한 가필 수정이 이루어졌다. 상품화 하여 저자의 웹 사이트에 게재된 본 시리즈는 제품화 결정 이후 연재를 제외하고 모두 삭제되었고 사이트의〈공지사항〉에 의해 그 경위를 알 수 있다.
2014년 1월의 원작 문고 시리즈는 전세계 누계 1,100 만부를 돌파하고 있다. 2013년 9월 발행 부수는 820만부, 2014년 4월 발행부수는 1,100만부이다. 2011년 발행의 《이 라이트 노벨이 대단해! 2012》(일본어: このライトノベルがすごい!)에서는, 작품 부문 랭킹과 캐릭터 부문 종합 랭킹 1위를 획득한다. 다음 해의 《이 라이트 노벨이 대단해! 2013》에서도 2위 이하와 큰 차이를 내고 1위 자리를 견지하고 《이 라이트 노벨이 대단해!》 간행 최초의 작품 부문 2연패를 달성했다.
타이틀의 〈소드 아트 온라인〉은 작품 속에 등장하는 온라인 게임의 명칭이며, 작품 자체도 게임과 마찬가지로 SAO라는 약어가 사용된다. 저자에 따르면 자신도 플레이 하는 《울티마 온라인》이나, 《라그나로크 온라인》의 영향을 받고 있다고 했다.
《전격 문고 MAGAZINE》2010년 9월호 (Vol.15)에서 작화 : 中村　貯子에 의한 만화판과 남십자성(南十字星)의 패러디 4컷 만화 《소드 아트☆온라인.》(일본어: そーどあーと☆おんらいん。)의 연재가 시작되었다.
또한 2011년 10월 2일에 열린 〈전격 문고 가을의 제전 2011〉(일본어: 電撃文庫 秋の祭典2011)에서는 애니메이션과 게임화가 발표되었고 제작된 애니는 2012년 7월부터 그해 12월까지 방영되었다. 이 애니메이션 작품은 제12회 도쿄 애니메이션 어워드에서 TV 부문 우수 작품성과 개인 부문 원작상을 수상하였다. 이후 2014년에 2기가, 2018년에는 3기인 앨리시제이션 시리즈가 방영되었으며, 2020년 3분기 현재, 앨리시제이션 마지막 편이 방영중에 있다.
2012년 10월부터, 《아인크라드》(일본어: アインクラッド) 공략에 초점을 맞추고 제 1층부터 순서대로 그려가는 새로운 시리즈 《소드 아트 온라인 프로그레시브》가 출간되었다.
동일본 대지진을 받은 전격 문고의 자선 기획 〈전격 스마일 문고〉는 커버 일러스트 본작이 기용되었다.
2016년부터 <소드 아트 온라인 더 비기닝>이라는 이름으로 IBM과 함께 VRMMORPG를 만들고 있다(실제 가상현실).

## 줄거리

### 1부: 아인크라드
- “이것은 게임이지만 놀이가 아니다.”

2022년 전자기기 업체 개발자들이 〈너브 기어〉라고 하는 가상공간 접속기를 개발한 것으로, 세계는 완전한 '버추얼 리얼리티(VR)'를 실현하게 된다. 주인공 '키리토'는 너브 기어를 사용한 VR MMORPG 소드 아트 온라인(SAO)의 플레이어로, 베타 테스터에 뽑혀 정규판도 구입하여 게임상에서 만난 클라인과 함께 정규판 SAO의 세계를 만끽하고 있었다.
그러나 베타 테스트 때에는 확실히 가능했던 로그아웃을 할 수 없다는 것을 알아차린 직후, 게임 시작 지점으로 소환된 약 1만 명의 SAO 플레이어들은 게임 마스터이자 SAO의 개발자인 카야바 아키히코에게 튜토리얼을 듣게 된다. 카야바는 SAO의 무대 ‘아인크라드’의 최상층인 100층의 보스를 쓰러뜨려 게임을 클리어하는 것만이 로그아웃할 수 있는 유일한 방법이라고 말한다. 그리고 이 게임에서 사망하거나, 현실 세계에서 너브 기어를 강제적으로 풀려고 하면 너브 기어가 고출력 마이크로파를 발생시켜 뇌를 파괴하게 된다. 즐기는 게임에서 죽음의 데스매치로 변해버린 SAO의 클리어를 위하여 1만 명의 플레이어들이 부단한 노력을 기울이지만, 그만큼 수많은 희생자가 발생했다. 2년 후, ‘아인크라드’의 최전선은 75층이었고 플레이어는 대략 6천 명까지 줄어들고 있었다. 75층의 보스를 쓰러뜨린 후, 키리토가 최종 보스인 카야바 아키히코가 플레이어인 히스클리프인 것을 간파했고, 카야바를 이김으로써 클리어하게 된다.

### 2부: 페어리 댄스
SAO의 게임 개발자 카야바 아키히코는 자신의 뇌에 고출력 스캐닝을 시도한 후 죽게 되고, 스고우 노부유키가 SAO의 게임의 클리어 하는 사람 중 300명의 플레이어를 자신의 회사인 렉트가 개발한 게임인 알브헤임 온라인 내에 실험장으로 데려와 인체실험을 하게 된다(뇌를 제어하는 기술을 연구한다). 현실 세계의 키리토는 이 게임에 갇혀있는 아스나를 발견하면서 ALO 세계로 들어가게 되고, 그곳에서 리파(현실세계에서의 동생인 스구하)의 도움으로 아스나가 유배된 곳인 세계수로 가게 된다. 그곳에서 아스나와 재회를 만끽하는 동시 스고우 노부유키와 맞닥뜨려 죽음의 위기에 놓인 가운데 카야바 아키히코(히스클리프)가 전해준 시스템 아이디와 패스워드를 사용해 스고우에게서 아스나를 되찾는다. 키리토는 현실 세계에서 아스나에게 달려가던 도중 다시 한 번 스고우와 만나 암살될 뻔했으나 간신히 기절시켜 경찰에 넘기고 현실에서 아스나와 만나는 데에 성공한다.

### 3부: 팬텀 불릿
더 시드(The Seed)에 의해 생긴 게임 중 유일하게 프로가 있는 게임 GGO(건 게일 온라인), 그곳에서 데스 건(사총) 사건이 발생한다. 수수께끼의 아바타가 게임 내에서 총을 쏘면 실제로 죽는 사건이다. 그리하여 키쿠오카 세이지로의 의뢰로 인해 키리토는 사총을 잡기 위해 GGO로 들어간다. 키리토는 GGO에서 시논이라는 여성을 만나는데, 새롭게 만들어진 키리토의 아바타가 너무 여성스러워서 시논은 키리토를 여성으로 착각한다. 나중에 오해가 풀어지며 시논의 안내 덕에 BOB에 출전한 키리토는 거기서 사총을 만나게 되며, 여러 승리 끝에 BOB의 결승 배틀 로열에서 사총과의 대결이 펼쳐지며 결국에는 승리한다. 실제 일어난 살인 사건의 범인은 사총만이 아니었다. 시논의 친구인 신카와 쿄지와 그의 형 그리고 또 한 명의 인물, 3명이 함께 벌인 일로 나온다. 살인 방법은 쿄지의 아버지 병원에서 약을 빼돌려 주입한 것이었다. 신카와 쿄지는 결국 시논에 대한 집착으로, 시논의 집으로 찾아 일을 벌이려 했지만 키리토에 의해 저지되며 잡히고 만다. 그리고 시논은 키리토와 함께 간 다이시 카폐에서 어렸을 때 자신이 구한 은행 여직원과 당시 배 속에 있었던 아이를 만나 감사 인사를 받고, 어둠의 기억을 극복한다.

### 외전 1부: 캘리버
ALO에서 키리토와 아스나가 엑스칼리버를 발견했다는 소식을 들은 것으로 이야기가 시작된다. 하지만 이미 사신에게 도움을 주어 엑스칼리버의 위치를 알고 있었던 키리토 일행은 엑스칼리버를 가져가기 위해 던전으로 들어간다.

### 외전 2부: 마더스 로사리오
ALO에서 키리토와 아스나는 콘노 유우키라는 여자아이의 캐릭터를 만나게 되는데, 그녀가 현실에서는 병원에 입원하여 있는 아이라는 것을 알게 된다. 의료용으로 개발된 너브 기어인 메디큐보이드(카야바 아키히코를 도운 여교수가 개발)를 통하여 가상현실을 현실처럼 살아가던 유우키는 아스나와 키리토의 도움으로 인해 카메라로 현실세계의 모습을 보며 행복해했지만 결국 죽는다. 죽기 전에 ALO에 마지막으로 있을 때 아스나에게 자신의 오리지널 스킬을 넘겨주는데, 그 이름이 [마더스 로사리오]다.

### 4부: 앨리시제이션
팬텀 불릿에 이어진 진정한 소아온의 스토리라고 할 수 있는 내용이다. 데스 건 사건의 공범중 한 명이자 도주 중이었던 블랙잭의 석시닐콜린을 주입받은 키리토는 의식불명에 빠지게 된다. 하지만 키쿠오카의 신속한 조치로 인해 뇌세포 네트워크를 재생하기 위해 소울 트랜슬레이터(STL)에 들어가 뇌세포 네트워크를 재생하지만 키리토가 소울 트랜슬레이터로 접속한 곳은 언더월드였다. 거기서 키리토는 언더월드가 너무나도 현실적이지만 가상세계인 것을 알고 밖의 관리자에게 연락을 취하기 위해 고군분투한다. 자고로 앨리시제이션에서 키리토의 파트너는 유지오라는 남자아이이다. 둘은 중앙도시 센트리아로 가기 위해 힘을 합친다. 유지오는 앨리스라는 이름의 여자를 찾기 위해 동행을 한다. 그리고 그 세계의 잘못된 제도를 고치기 위해 공리교회의 교주인 어드미니스트레이터를 해치우는 데 성공하지만, 유지오는 죽어버렸다. 그리고 밖으로 연락하다가 밖의 동력이 끊겨 셀프 이미지를 상실한 키리토, 앨리스는 그를 데리고 마을로 돌아간다. 외부의 침입자들이 라스에 침입해 그들을 교란시키고 데이터를 빼앗아가려고 하고, 앨리스는 셀프 이미지를 상실한 키리토와 함께 언더월드의 세계를 지키려고 싸움을 하게 된다.

### 5부: 유니탈 링
이야기의 무대는 키리토가 <언더월드>로부터 귀환하여 1개월 반쯤이 지난 세계이다. 그리고 이야기의 끝부분에는 키리토와 아스나가 4년 전을 방불케하는 충격적인 일이 일어난다. 충격적인 일은 키리토, 아스나, 앨리스가 게임에서 아인크라드(1부) 때의 <warning>, <system announcement>가 게임 상공에 나타난 것을 다시 한번 보는 장면이라고 한다. 그리고 시작된 서바이벌 데스게임 《유니탈 링》에 키리토와 아스나, 앨리스가 도전한다. 키리토와 아스나, 그리고 앨리스가 난데없이 휘말린 수수께끼의 게임, 그 이름은 《유니탈 링》이다. 《더 시드》 프로그램으로 이루어진 모든 VRMMO가 융합된 새로운 세계에서, 참혹한 《서바이벌 MMO》가 시작된다.

## 등장인물

### 주요 인물
- 키리토(キリト) / 키리가야 카즈토(桐ヶ谷 和人)
- 아스나(アスナ) / 유우키 아스나(結城 明日奈)
- 클라인(クライン) / 츠보이 료타로(壺井遼太郎)
- 에길(エギル) / 앤드류 길버트 밀즈 (アンドリュー ギルバート ミルズ)
- 시리카(シリカ) / 아야노 케이코(綾野 珪子)
- 리즈벳(リズベット) / 시노자키 리카(篠崎 里香)
- 리파(リーファ) / 키리가야 스구하(桐ヶ谷 直葉)
- 시논 (シノン) / 아사다 시노 (朝田 詩乃)
- 유이(ユイ)
- 히스클리프(ヒースクリフ) / 카야바 아키히코(茅場 晶彦)

## 설정

### NERDLES
이 책의 게임을 이루는 버추얼 리얼리티 기술이다. 직접 신경결합 환경 시스템(NERve Direct Linkage Environment System)의 약칭이다. 하드 안쪽에 있는 무수한 신호 소자에 의해 발생한 다중 전기신호가 사용자의 뇌와 접속하고, 뇌에 직접 가상의 오감정보를 주는 것으로 가상 공간을 생성한다. 동시에 뇌로부터 몸의 전기신호도 차단하므로 가상 공간에서 아무리 여기 저기 움직여도 현실 세계의 몸은 움직이지 않는다. (이 명칭은 웹연재에서 사용되었다.)

### VRMMORPG
가상Virtual 현실Reality 대규모Massive 다중Multiplayer 접속Online 역할Role 수행Playing 게임Game의 약칭으로, NERDLES머신에 의해 생성되는 가상 공간을 무대로 한 MMORPG를 뜻한다. 세상의 게이머들에 있어서는 궁극의 RPG를 구현한 장르이며 큰 기대를 일으켰다.
이하는 작품에 등장하는 게임들과 기계들이다.

#### 소드 아트 온라인 (Sword Art Online)
약칭은 SAO으로, 가상 세계를 구현하는 너브 기어의 성능을 완전히 이끌어낸 세계 최초의 VRMMORPG이다. 사용자들의 기대와 갈망을 받고 초기 출하 물량은 순식간에 매진되었다.
자기의 몸을 움직여 싸우는 너브 기어 시스템을 최대한 체감하도록 하기 위해서 마법적 요소를 사용하지 않고 소드 스킬이라고 하는 필살기법과 이것을 사용하기 위한 여러 가지 무기류가 있다. 또한 재봉이나 낚시, 요리 등 전투 이외 생활스킬도 다수 존재하고 있어 게임 내에서 생활이 가능하다. 통화단위는 〈콜〉이다.
플레이어는 그린, 오렌지, 레드로 나뉘며 그린은 선량한 플레이어, 오렌지는 상대 플레이어를 고의로 다치게 한 플레이어, 레드는 상대 플레이어를 살해한 플레이어이다. 아인크라드 내에는 푸우를 중심으로 한 레드플레이어만 모여였는 레핑코핀이라는 길드가 있다.
게임의 무대는 돌과 철로 구성되며 모두 100층으로 이루어진 거대한 부유성으로 명칭은 아인크라드이며, 내부에는 도시나 마을, 숲이나 호수가 존재한다. 상하의 플로어를 연결하는 계단은 각 층에 하나만 있으며 계단에 도달하기까지 던전이 존재하고 계단 직전에는 각층의 강력한 보스가 있다.
또한 SAO에는 카디널이라고 하는 인간의 정비를 필요로 하지 않는 거대한 단일 시스템이 있다. 이 시스템의 스스로의 판단에 의해 몬스터나 NPC나 AI, 아이템이나 통화의 출현 밸런스 등 모든 것이 프로그램 군에 조작되고 있으며, 플레이어의 정신적인 관리조차도 조작된다. 또한, 게임 안에서 불량이나 시스템 버그, 인플레이션과 디플레이션, 부정행위를 발견 즉시 수정해 게임 밸런스가 무너지는 것을 방지한다.

#### 알브헤임 온라인 (Alfheim Online)
약칭은 ALO로, SAO 사건 1년 후에 시판된 VRMMORPG으로 SAO와는 다르게 레벨제가 없는 스킬제 게임이다. 아홉 개의 요정족이 고위종족인 〈엘프〉로 환생하기 위해 세계수라는 거대한 나무의 정점을 목표로 한다는 내용으로 종족간의 전쟁을 전면에 내세우는 설정이 있다. (타종족간에 PK가 가능하다.) 전투는 플레이어의 운동 능력에 크게 의존하고 있다. 또한 플라이트 엔진을 탑재해 비록 체공시간에 제한이 있지만 자기의 날개로 하늘을 나는 것이 가능하다. 통화단위는 〈유르드〉이다. SAO와는 달리 "마법"이란 개념이 존재한다. SAO와 달리 HP게이지는 대부분 물약 아이템이 아닌 마법으로 회복해야만 한다. 종족끼리 전쟁을 할 수 있는 시스템도 있어서 다른 종족에게 전쟁으로 승리할 경우 1달간 그 종족의 주민들에게서 세금을 원하는만큼 걷을 수 있다. 이 경우 자신의 종족을 전투에 유리한 상황으로 만들거나 종족의 파워를 강화시킬 수 있다
SAO 서버의 카피를 사용하고 있기 때문에 구 SAO 플레이어의 세이브 데이터가 그대로 보존되고 있다. (카디널 시스템도 SAO와 같이 동일하게 구현되고 있다.) 따라서 공통으로 존재하는 시스템의 데이터는 그대로 ALO에서 사용하는 것이 가능하나 아이템의 대부분과 스킬의 일부분은 대부분 파기되거나 사용할 수 없다.

#### 건 게일 온라인 (Gun Gale Online)
약칭은 GGO로, 말 그대로 온갖 총기류가 난무하는 VRMMORPG 게임이다. 주 배경은 미래이다. 게임명에서 알 수 있듯, 모든 종류의 총기(레이저 건, 기관총, 소총, 권총 등)들이 존재함은 물론, "검"도 존재한다. 레벨제와 스킬제가 같이 돌아가며, 마을과 같은 안전권 내가 아니면 자유로운 PK가 가능하다. 〈더 시드〉를 인계받은 미국계 거대기업이 만든 이 게임은 게임 내에서 얻은 게임머니를 현금화할 수 있어, 게임으로 삶을 영위하는 코어 게이머들이 다수 포진하고 있다. 일 년에 한 번씩 PvP의 최강자를 가리는 BoB(Bullet of Bullets) 대회가 열린다.
메디큐보이드(Medicuboid)
<너브기어>보다도 더 전에 나온 제품으로 오락, 혹은 교육의 목적이 아닌 치료(마취)의 목적으로 처음 개발이 시도되었다가 흐지부지되어 상용화 되지 못했다. "절검"은 이 기계를 통해 ALO에서 슬리핑나이츠 회원들과 아스나, 키리토를 만나게 된다.

### 프로젝트 앨리시제이션 (Alicization)
수수께끼의 벤처 기업 라스의 극비 계획으로, 그 실태는 자위대 주도로 고급 상향식형 AI를 만들어 그것을 군사전용으로 만드는 것이다.
소울 트랜스레이터(Soul TransLator)
약칭 STL 라스에 의해 개발된 실험기로, 개발자는 히가 타케루이지만 중심부에는 카야바 아키히코의 양자 연산 회로가 사용되고 있다.
뉴모닉 비주얼 데이터 (Mnemonic Visual Data)
기억과 시각정보, 인간의 기억들에 가상 세계를 출력하고 재생하는 기능이다. 그러므로 STL의 가상세계와 현실이 전혀 구별되지 않는다.
플럭트 라이트 액셀러레이션(Fluct Light Acceleration)
약칭 FLA로, 의식의 사고 클럭 결정 펄스에 간섭하는 가속기능이다. 뇌에 악영향을 줄 수 없기 때문에 이론적으로 가속 상한은 존재하지 않는다.
플럭트 라이트(Fluct Light)
변동하는의 뜻을 가진 《Fluctuating》과 빛이라는 뜻을 가진 《Light》를 합쳐서 만든 라스 자발적 용어이며, 다른 이름으로는 양자장이라고 한다. 본래 《양자뇌학자》로, 원래는 지난 세기 말에 영국의 학자가 제언했던 이론이며, 긴 시간 한때의 유행 취급받았던 그 이론을 기반으로 《라스》에서는 STL을 이용하여 세포의 구조를 지탱하는 골격이자 뇌세포속에 뇌라고하는 《마이크로 튜브》 안에 들어있다는 《에바네센트 포톤》이 인간의 마음이라는 이론으로 이 플럭트 라이트를 찾아내었다. 또한 플럭트 라이트도 수명이 존재한다는 것을 깨달았다. 그 수명은 최대 150년으로 추정한다.
정신원형 / 소울 아키타입(Archetype)
태어난지 얼마되지 않은 아기 12명에게서 복사한 플럭트 라이트의 오차 0.02%를 삭제한 것이다.
라이트 큐브(Light Cube)
다른 이름으론 《광양자 게이트 결정체》라 불리며, 한 변 5센티의 플라제오지미움 결정구조체 속에 인간의 대뇌와 거의 같은 용량인 100억 큐빗의 데이터를 보존하는 게 가능한 기계이다. 여기에는 언더월드 주민의 인공 플럭트 라이트 8만 개가 들어있다. 하지만 에러정정, 즉 감정조절은 생체뇌만큼 높지가 않아서 논리적인 사고를 잃으면 폭주 후 '사고 정지'가 된다.
언더 월드(Under World)
기업 라스에 의해 만들어진 가상세계이다.
오션 터틀(Ocean Turtle)
라스의 본거지가 있는 자주식 메가플로트이다.
앨리스(ALICE)
Artificial Labile Intelligent Cybernated Existence의 약자로, [고적응성 인공지능]이라는 뜻이다.

## 발행 목록
최종 수정 : 2025-04-17
| 권수                                | 권수                                        | 일본 초판발매일  | 한국 초판발매일  | 일본판 ISBN            | 한국판 ISBN            | 비고                                                                                        |
| ----------------------------------- | ------------------------------------------- | ---------------- | ---------------- | ---------------------- | ---------------------- | ------------------------------------------------------------------------------------------- |
| 1                                   | 소드 아트 온라인 1 아인크라드               | 2009년 4월 10일  | 2009년 12월 10일 | ISBN 978-4-04-867760-8 | ISBN 978-89-263-2924-5 | 제 1부                                                                                      |
| 2                                   | 소드 아트 온라인 2 아인크라드               | 2009년 8월 10일  | 2010년 3월 10일  | ISBN 978-4-04-867935-0 | ISBN 978-89-263-3068-5 | 제1부 외전집 검은검사（SAO） 마음의 온도（SAO） 아침이슬의 소녀（SAO） 루돌프 사슴코（SAO） |
| 3                                   | 소드 아트 온라인 3 페어리 댄스              | 2009년 12월 10일 | 2010년 6월 10일  | ISBN 978-4-04-868193-3 | ISBN 978-89-263-2925-2 | 제2부 상권                                                                                  |
| 4                                   | 소드 아트 온라인 4 페어리 댄스              | 2010년 4월 10일  | 2010년 12월 10일 | ISBN 978-4-04-868452-1 | ISBN 978-89-263-2926-9 | 제2부 하권                                                                                  |
| 5                                   | 소드 아트 온라인 5 팬텀 불릿                | 2010년 8월 10일  | 2011년 3월 10일  | ISBN 978-4-04-868763-8 | ISBN 978-89-263-3069-2 | 제3부 상권                                                                                  |
| 6                                   | 소드 아트 온라인 6 팬텀 불릿                | 2010년 12월 10일 | 2011년 9월 21일  | ISBN 978-4-04-870132-7 | ISBN 978-89-263-2541-4 | 제3부 하권                                                                                  |
| 7                                   | 소드 아트 온라인 7 마더즈 로자리오          | 2011년 4월 10일  | 2011년 11월 10일 | ISBN 978-4-04-870431-1 | ISBN 978-89-263-2624-4 | 외전                                                                                        |
| 8                                   | 소드 아트 온라인 8 얼리 앤드 레이트         | 2011년 8월 10일  | 2012년 5월 18일  | ISBN 978-4-04-870733-6 | ISBN 978-89-263-3070-8 | 외전집： 권내사건（SAO） 캘리버（ALO） 시작의 날（SAO）                                     |
| 9                                   | 소드 아트 온라인 9 앨리시제이션 비기닝      | 2012년 2월 10일  | 2012년 7월 10일  | ISBN 978-4-04-886271-4 | ISBN 978-89-263-3137-8 | 제4장 1막                                                                                   |
| 10                                  | 소드 아트 온라인 10 앨리시제이션 러닝       | 2012년 7월 10일  | 2012년 11월 12일 | ISBN 978-4-04-886697-2 | ISBN 978-89-263-3251-1 | 제4장 2막                                                                                   |
| 11                                  | 소드 아트 온라인 11 앨리시제이션 터닝       | 2012년 12월 10일 | 2013년 7월 10일  | ISBN 978-4-04-891157-3 | ISBN 978-89-263-3562-8 | 제4장 3막                                                                                   |
| 12                                  | 소드 아트 온라인 12 앨리시제이션 라이징     | 2013년 4월 10일  | 2013년 10월 10일 | ISBN 978-4-04-891529-8 | ISBN 978-89-263-3694-6 | 제4장 4막                                                                                   |
| 13                                  | 소드 아트 온라인 13 앨리시제이션 디바이딩   | 2013년 8월 10일  | 2014년 4월 10일  | ISBN 978-4-04-891757-5 | ISBN 978-89-263-3971-8 | 제4장 5막                                                                                   |
| 14                                  | 소드 아트 온라인 14 앨리시제이션 유나이팅   | 2014년 4월 10일  | 2014년 11월 10일 | ISBN 978-4-04-866505-6 | ISBN 978-89-263-4384-5 | 제4장 6막                                                                                   |
| 15                                  | 소드 아트 온라인 15 앨리시제이션 인베이딩   | 2014년 8월 9일   | 2015년 4월 10일  | ISBN 978-4-04-866775-3 | ISBN 978-89-263-4621-1 | 제4장 7막 l                                                                                 |
| 16                                  | 소드 아트 온라인 16 앨리시제이션 익스플로딩 | 2015년 8월 8일   | 2015년 12월 30일 | ISBN 978-4-04-865307-7 | ISBN 978-89-263-4987-8 | 제4장 8막                                                                                   |
| 17                                  | 소드 아트 온라인 17 앨리시제이션 어웨이크닝 | 2016년 4월 10일  | 2016년 8월 10일  | ISBN 978-4-04-865883-6 | ISBN 978-89-263-5287-8 | 제4장 9막                                                                                   |
| 18                                  | 소드 아트 온라인 18 앨리시제이션 라스팅     | 2016년 8월 10일  | 2016년 10월 28일 | ISBN 978-4-04-892250-0 | ISBN 978-89-263-5357-8 | 제4장 10막                                                                                  |
| 소드아트온라인 프로그레시브（SAOP） |                                             |                  |                  |                        |                        |                                                                                             |
| 1                                   | 소드 아트 온라인 프로그레시브 1             | 2012년 10월 10일 | 2013년 5월 10일  | ISBN 978-4-04-886977-5 | ISBN 978-89-263-3479-9 | 제1층, 제2층 (별없는 밤의 아리아/수염의 이유/덧없는 검의 론도)                              |
| 2                                   | 소드 아트 온라인 프로그레시브 2             | 2013년 12월 10일 | 2014년 7월 24일  | ISBN 978-4-04-866163-8 | ISBN 978-89-263-4167-4 | 제3층 (흑백의 콘체르토)                                                                     |
| 3                                   | 소드 아트 온라인 프로그레시브 3             | 2014년 12월 10일 | 2015년 8월 18일  | ISBN 978-4-04-869096-6 | ISBN 978-89-263-4808-6 | 제4층 (포영의 바르카롤)                                                                     |
| 4                                   | 소드 아트 온라인 프로그레시브 4             | 2015년 12월 10일 |                  | ISBN 978-4-04-865566-8 |                        |                                                                                             |

## TV 애니메이션
애니메이션 스토리는 시간의 흐름에 따라 진행되고, 애니의 흐름을 맞추기 위해 원작과 내용 순서, 스토리의 일부분이 다르다. 아인크라드 편과 페어리 댄스 편을 다룬 소드아트 온라인 1기가 2012년 7월에 1기가 25부작으로 방영되었다. 《소드 아트 온라인 Extra Edition》은 TOKYO MX, BS11 방송국과 니코니코 동화를 통해 방송되었으며,이 방송에서 소드 아트 온라인 제2기 2014년 연내방송이 발표되었다. 같은 해, 팬텀 불릿과 마더스 로사리오편이 2기(24화)로 7월부터 12월까지 방영되었다. 2018년 10월에 《소드 아트 온라인 앨리시제이션》이 방영되었으며, 2019년 10월에 후반에는 앨리시제이션의 속편인 《소드 아트 온라인 앨리시제이션 War of Underworld》가 방영되었다. 2020년 4월에 앨리시제이션 War of Underworld의 후편이 방영 될 예정이었으나 2020년 1분기에 전 세계를 덮친 COVID-19로 인해 연기되었으며, 7월에 방영되었다. 대한민국에서의 방영은 애니플러스가 1기 때부터 하고 있으며, 투니버스에서도 1기가 VOD 서비스를 통하여 방영되었다.(지금은 삭제해서 볼 수 없다.)

### 제작진
- 원작: 카와하라 레키(川原 礫)
- 기획: 나츠메 코우 이치로(夏目公ー朗), 스즈키 카즈토모(鈴木一智), 쿠니사키 히사노리(国崎久徳), 마키 타로(真木太郎)
- 감독: 이토 도모히코(伊藤智彦), 오노 마나부(앨리시제이션 1~2편)
- 원작 일러스트/캐릭터 디자인 원안: abec
- 캐릭터 디자인: 아다치 신고(足立慎吾)
- 서브 캐릭터 디자인: 카와카미 테츠야(川上哲也)
- 총작화 감독: 아다치 신고(足立慎吾), 카와카미 테츠야(川上哲也)
- 액션 작화 감독: 야나기 류타(柳 隆太), 시카마 타카히로(鹿間貴裕)
- 메인 애니메이터: 사이토 아츠시(斎藤敦史)
- 몬스터 디자인: 야나기 류타(柳 隆太)
- 프롭 디자인: 츠치야 유우타(土屋祐太), 시카마 타카히로(鹿間貴裕), 치바 시게루(千葉 茂)
- 색체 설계: 나카지마 카즈코(中島和子)
- 미술 감독: 타케다 유스케(竹田悠介), 나가시마 타카유키(長島孝幸)
- 미술 설정: 타니우치 유우호(谷内優穂)
- 촬영 감독: 히로카 타케시(廣岡 岳), 우스타 무츠미(臼田 睦)
- CG 감독: 운도 류타(雲藤隆太)
- 편집: 니시야마 시게루(西山 茂)
- 음향 감독: 이와나미 미나(岩浪美和)
- 음악: 카지우라 유키
- 애니메이션 제작: A-1 Pictures
- 제작: SAO Project

### 대한민국 제작진
- 번역: 양준모(1기), 유현호(앨리시제이션 1~2편)
- 종합편집: 노재은(1기), 제이포스트(앨리시제이션 2편)
- 기획: 애니플러스

### 주제곡
제1기
오프닝 테마
「crossing field」 (아인크라드 편〈제2화 - 제14화〉. 제1화, 제25화에서 엔딩 테마로 사용됨.)
작사•작곡 - 와타나베 쇼(渡辺翔) / 편곡 - / 노래 - LiSA
「innocence」 (페어리 댄스 편〈제15화 - 제24화〉）
작사•작곡 - 시게나가 료스케(重永亮介) / 편곡 - 下川佳代、重永亮介 / 노래 - 아오이 에일(藍井エイル)

엔딩 테마
「꿈의 세계(ユメセカイ)」 (아인크라드 편〈제2화 - 제14화〉)
작사 - 古屋真 / 작곡 - 南田健吾 / 편곡 - 古川貴浩 / 노래 - 토마츠 하루카(戸松遥)
「Overfly」 (페어리 댄스 편〈제15화 - 제24화〉)
작사•작곡•편곡 - Saku / 노래 - 하루나 루나(春奈るな)
「무지개의 소리(虹の音)」 (Extra Edition)
작사 - Eir / 작곡 - 시게나가 료스케(重永亮介) / 편곡 - 新井弘毅、重永亮介 / 노래 - 아오이 에일(藍井エイル)

제2기
오프닝 테마
「IGNITE」 (팬텀 불릿 편〈제2화 - 제13화〉. 제1화에서는 엔딩테마로 사용됨.)
작사 - Eir, 小川智之 / 작곡 - 小川智之 / 편곡 - Saku / 노래 - 아오이 에일(藍井エイル)
「Courage」 (캘리버,마더스 로자리오 편〈제14화 - 제23화〉)
노래 - 토마츠 하루카(戸松遥)
엔딩 테마
「Startear」 (팬텀 불릿 편〈제2화 - 제14화〉)
작사 - 하루나 루나(春奈るな), Saku / 작곡•편곡 - Saku / 노래 - 하루나 루나(春奈るな)
「No More Time Machine」 (캘리버 편〈제15화 - 제17화〉)
노래 - LiSA
「증표(シルシ)」 (마더스 로자리오 편〈제18화 - 제24화〉)
노래 -LiSA

앨리시제이션
오프닝 테마
「Adamas」 (〈제2화 - 제13화〉,제1화에서는 엔딩테마로 사용됨.)
노래 - LiSA
「Resister」 (제14화 - 24화)
노래 - ASCA
엔딩 데마
「아이리스(アイリス)」 (제2화 - 제13화)
노래 - 아오이 에일(藍井エイル)
「forget-me-not」 (제14화 - 제18화, 제20화 - 제24화)
노래 - ReoNa
「무지개의 저편(虹の彼方に)」 (제19화)
노래 - ReoNa

앨리시제이션 War of Underworld
오프님 테마
「Resolution」 (제1화 - 12화)
노래 - 토마츠 하루카(戸松遥)
「ANIMA」
작사•작곡•편곡 - 케가니(毛蟹) / 노래 - ReoNa
엔딩 테마
「unlasting」 (제1화 - 12화)
노래 - LiSA
「I will...」
작사 - 아오이 에일(藍井エイル) / 작곡 - TAMATE BOX, Saku / 편곡 - Saku / 노래 - 아오이 에일(藍井エイル)

### 방영 목록
- 부제 풀이는 애니메이션 정식 수입사 애니플러스의 표기를 따른다.

| 화수                 | 부제                               | 각본                            | 그림 콘티             | 연출                 | 작화 감독                               | 액션 작감           | 총 작화 감독        | 제공 백 일러스트    | 원작수록                            |
| 제1기 아인크라드 편  | 제1기 아인크라드 편                | 제1기 아인크라드 편             | 제1기 아인크라드 편   | 제1기 아인크라드 편  | 제1기 아인크라드 편                     | 제1기 아인크라드 편 | 제1기 아인크라드 편 | 제1기 아인크라드 편 | 제1기 아인크라드 편                 |
| -------------------- | ---------------------------------- | ------------------------------- | --------------------- | -------------------- | --------------------------------------- | ------------------- | ------------------- | ------------------- | ----------------------------------- |
| #1                   | 剣の世界 검의 세계                 | 키자와 유키히토 스가와라 유키에 | 이토 토모히코         | 이토 토모히코        | 카와카미 테츠야                         | 柳隆太              | 아다치 신고         | 足立慎吾            | 제1권(2~3화)                        |
| #2                   | ビーター 비터                      | 나카모토 소오                   | 이토 토모히코         | 후지와라 요시유키    | 치카오카 지카 하베 타카시               | 鹿間貴裕            | 아다치 신고         | ゆーげん            | SAO.P 제1권                         |
| #3                   | 赤鼻のトナカイ 루돌프 사슴 코      | 스가와라 유키에                 | 이토 토모히코         | 이토 유우키          | 나카무라 나오토                         | 柳隆太              | 카와카미 테츠야     | 카와카미 테츠야     | 제2권(루돌프 사슴코)                |
| #4                   | 黒の剣士 흑의 검사                 | 무카이 요시카즈                 | 타카하시 토오루       | 와타다 신야          | 오치아이 히토미 오오바 사에             | 鹿間貴裕            | 아다치 신고         | 葉月翼              | 제2권(검은 검사)                    |
| #5                   | 圏内事件 권내 사건                 | 키자와 유키토                   | 후지와라 요시유키     | 후세 야스유키        | 미야지마 히토시                         | -                   | 카와카미 테츠야     | いとうのいぢ        | 제8권                               |
| #6                   | 幻の復讐者 환영의 복수자           | 키자와 유키토                   | 이토 토모히코         | 사토 카즈마          | 콘토 나츠코                             | 鹿間貴裕            | 카와카미 테츠야     | ブリキ              | 제8권                               |
| #7                   | 心の温度 마음의 온도               | 무카이 요시카즈                 | 타치카와 유즈루       | 호시노 마코토        | 사이토 아츠시                           | 柳隆太              | 아다치 신고         | 来栖達也            | 제2권(마음의 온도)                  |
| #8                   | 黒と白の剣舞 흑과 백의 검무        | 이리야마 슈우지                 | 오카무라 텐사이       | 후지이 타츠미        | 요네야마 마이                           | 鹿間貴裕            | 카와카미 테츠야     | 黒星紅白            | 제1권(1,5~9화)                      |
| #9                   | 青眼の悪魔 푸른 눈의 악마          | 쇼오지 나오키 나카모토 무네오   | 키쿠타 코이치         | 키쿠타 코이치        | 하베 타카시 코아뱌시 케이스케 토야 겐토 | 柳隆太              | 아다치 신고         | 石田可奈            | 제1권(10~12화)                      |
| #10                  | 紅の殺意 붉은 살의                 | 키자와 유키토                   | 이토 토모히코         | 타카하시 히데야      | 나카무라 나오토                         | 鹿間貴裕            | 카와카미 테츠야     | 合鴨ひろゆき        | 제1권(13~16화)                      |
| #11                  | 朝露の少女 아침 안개의 소녀        | 스가와라 유키에                 | 후지와라 요시유키     | 許平康               | 와타나베 케이스케                       | 柳隆太              | 아다치 신고         | CHAN×CO             | 제1권(17화), 제2권(아침안개의 소녀) |
| #12                  | ユイの心 유이의 마음               | 스가와라 유키에                 | 나카츠 마타 마타키    | 나카츠 마타 마타키   | 콘도 나츠코 니시구치 토모야 토야겐토    | 柳隆太              | 카와카미 테츠야     | HIMA                | 제2권(아침안개의 소녀)              |
| #13                  | 奈落の淵 나락의 못                 | 무카이 요시카즈                 | 시카마 타카히로       | 시카마 타카히로      | 요쿠다 요스케                           | 鹿間貴裕            | 아다치 신고         | 黒田bb              | 제1권(18~21화)                      |
| #14                  | 世界の終焉 세계의 종언             | 키자와 유키토                   | 이토 토모히코         | 이토 토모히코        | 요네자와 유우                           | 柳隆太              | 카와카미 테츠야     | 白身魚              | 제1권(22~25화)                      |
| 제1기 페어리 댄스 편 |                                    |                                 |                       |                      |                                         |                     |                     |                     |                                     |
| #15                  | 帰還 귀환                          | 나카모토 소오                   | 松本正二              | 池田重隆             | 渡辺るりこ 斎藤敦史                     | 柳隆太              | 아다치 신고         | ヤス                | 제3권                               |
| #16                  | 妖精たちの国 요정들의 나라         | 菅原雪絵                        | 阿保孝雄              | 布施康之             | 飯飼一幸 ジュ・ヒョンウ                 | 鹿間貴裕            | 카와카미 테츠야     | KEI                 | 제3권                               |
| #17                  | 囚われの女王 갇혀 있는 여왕        | 向井良和                        | 藤原佳幸              | 藤原佳幸             | 戸谷賢都                                | 柳隆太              | 아다치 신고         | アマガイタロー      | 제3권                               |
| #18                  | 世界樹へ 세계수로                  | 木澤行人                        | 이토 토모히코         | 森宮崇佳             | 小島智加 岡田万依子 山本善哉            | 鹿間貴裕            | 카와카미 테츠야     | 笹倉綾人            | 제3권                               |
| #19                  | ルグルー回廊 르구르 회랑           | 入山修司                        | 柳隆太 許平康         | 許平康               | 中村直人 西口智也                       | 柳隆太              | 아다치 신고         | 南十字星            | 제3권                               |
| #20                  | 猛炎の将 맹염의 장군               | 東海林直樹                      | 鹿間貴裕 藤原佳幸     | 星野真 鹿間貴裕      | 奥田陽介 波部崇                         | 鹿間貴裕            | 카와카미 테츠야     | 愛敬由紀子          | 제3권                               |
| #21                  | アルヴヘイムの真実 알브헤임의 진실 | 나카모도 소오                   | タムラコータロー      | 許平康               | 朝井聖子                                | 柳隆太              | 아다치 신고         | かんざきひろ        | 제4권                               |
| #22                  | グランド・クエスト 그랜드 퀘스트   | 木澤行人                        | 長井龍雪              | 久原謙一             | 米澤優                                  | 鹿間貴裕            | 카와카미 테츠야     | 椛島洋介            | 제4권                               |
| #23                  | 絆 인연                            | 向井良和                        | 荒木哲郎              | 池田重隆             | 斎藤敦史 戸谷賢都                       | 柳隆太              | 아다치 신고         | 武梨えり            | 제4권                               |
| #24                  | 鍍金の勇者 도금된 용자             | 菅原雪絵                        | 高橋亨                | 이토 토모히코        | 中村直人 奥田陽介 西口智也              | 鹿間貴裕            | 카와카미 테츠야     | 田中将賀            | 제4권                               |
| #25                  | 世界の種子 세계의 씨앗             | 나카모토 소오                   | 이토 토모히코         | 이토 토모히코        | 카와카미 테츠야 足立慎吾                | 柳隆太              | 아다치 신고         | abec                | 제4권                               |
| Extra Edition        |                                    |                                 |                       |                      |                                         |                     |                     |                     |                                     |
|                      | Extra Edition                      | 나카모토 소오 카와하라 레키     | 이토 토모히코         | 許平康 이토 토모히코 | 카와카미 테츠야 田中将賀                | -                   | 아다치 신고         | -                   | 애니 오리지널                       |
| 제2기 팬텀 불릿 편   |                                    |                                 |                       |                      |                                         |                     |                     |                     |                                     |
| #1                   | 銃の世界 총의 세계                 | 이토 토모히코                   | 이토 토모히코         | 이토 토모히코        | 야마시타 유우                           | -                   | 아다치 신고         | -                   | 제5권                               |
| #2                   | 氷の狙撃手 얼음의 저격수           | 菅原雪絵                        | 모리 켄 이토 토모히코 | 河合滋樹             | 朝井聖子 伊藤公規 鈴木豪                | -                   | 아다치 신고         | -                   | 제5권                               |
| #3                   | 鮮血の記憶 선혈의 기억             | 나카모토 소오                   | 이토 토모히코         | 青柳宏宜             | 西口智也                                | -                   | 야마시타 유우       | -                   | 제5권                               |